# Nicolas Sauteur
Pour les articles homonymes, voir Sauteur.
Nicolas Sauteur, né le 4 février 1998, est un céiste français.

## Carrière
Aux Championnats du monde de descente 2018 à Muotathal, il est médaillé d'argent en canoë monoplace (C1) sprint par équipe et médaillé de bronze en C1 classique par équipe.
Aux Championnats du monde de descente de canoë-kayak 2021 à Bratislava, il est médaillé d'or en C1 par équipes avec Etienne Klatt et Charles Ferrion ainsi qu'en C2 par équipes.
Il est actuellement licencié à l'Amicale Laïque de Marsac Canoë-Kayak (ALMCK), à Marsac-sur-l'Isle.

## Palmarès

### Championnats du monde
- 2023 à Augsbourg,  Allemagne
  -  Médaille d'or en sprint C2 par équipe
  -  Médaille d'argent en sprint C2
  -  Médaille d'argent en sprint C1 par équipe
- 2022 à Treignac,  France
  -  Médaille d'argent en sprint C1
  -  Médaille de bronze en classique C2
  - 4e en classique C1
  - 4e en sprint C2
- 2021 à Bratislava,  Slovaquie
  -  Médaille d'or en sprint C1 par équipe
  - 10e place en sprint C1
  - 9e place en sprint C2

### Coupe du monde
- 2022 à Celje,  Slovénie
  -  Médaille d'argent en sprint C1
  -  Médaille de bronze en sprint C2
  -  Médaille d'or en sprint C1
  -  Médaille d'argent en sprint C2
  -  Médaille de bronze en classique C1
  -  Médaille d'or en classique C2
- 2021 à Treignac,  France
  - 6e en Mass Start C1
  -  Médaille d'or en sprint C1
  - 9e en classique C1
  - 7e en sprint C2
  - 8e en classique C2
  - 5e en Mass Start C2
- 2021 à Banja Luka,  Bosnie-Herzégovine
  -  Médaille d'or en sprint C1
  - 12e en sprint C1
  -  Médaille de bronze en Classique C1
  - 4e en classique C2
  -  Médaille d'or en sprint C2
  -  Médaille de bronze en sprint C2
- 2018 à Celje,  Slovénie
  - 8e en classique C1
  - 9e en sprint C1
- 2018 à Banja Luka,  Bosnie-Herzégovine
  - 7e en sprint C1
  - 10e en classique C1

### Championnats d'Europe
- 2023 à Skopje,  Macédoine du Nord[3]
  -  Médaille d'or en classique C2
  -  Médaille d'or en sprint C1 par équipe
  -  Médaille de bronze en sprint C1